# Simoxenops
Simoxenops was een geslacht van zangvogels uit de familie ovenvogels (Furnariidae). De twee soorten in dit geslacht, La-Pazkrombekbladspeurder en Ucayalibladspeurder
zijn verplaatst naar het geslacht Syndactyla.